# Thorbjörn Fälldin
Nils Olof Thorbjörn Fälldin (Västby, Högsjö, Ångermanland, Suecia, 24 de abril de 1926-Ås, Högsjö, Ångermanland, Suecia, 23 de julio de 2016) fue un político sueco. Fue primer ministro de Suecia en dos periodos no consecutivos, de 1976 a 1982, y líder del Partido de Centro sueco de 1971 a 1985. Cuando fue nombrado primer ministro en 1976, fue el primer ministro no socialdemócrata en ocupar ese puesto en cuarenta años, y el primer ministro sueco desde la década de 1930 que no había trabajado como un profesional político desde su adolescencia.

## Biografía
Thorbjörn Fälldin creció en una familia de agricultores en Ångermanland, y, en 1956, él y su esposa se hicieron cargo de una pequeña granja. Sin embargo, las autoridades agrícolas no aprobaron la compra, ya que la finca se consideraba demasiado pequeña y poco productiva, y por ello se negaron a proporcionarles los subsidios agrícolas habituales. Fälldin se sentía profundamente humillado por el trato de las autoridades y luchó por ello durante mucho tiempo. 
Esta lucha lo llevó a formar parte de la rama juvenil del partido Bondeförbundet Sueco Agrario, que en 1958 cambió su nombre por Centerpartiet (Partido del Centro). Él y su familia mantuvieron sus explotaciones a lo largo de su vida política, y cuando él renunció a la política en 1985, regresó de inmediato a la misma. Muere el 24 de julio de 2016 a los 90 años.

## Carrera política

### Sus inicios
Fälldin entró en el escenario político nacional cuando fue elegido miembro del Parlamento de Suecia (Riksdag) en 1958. Fue elegido vicepresidente del partido en 1969, y luego presidente en 1971, sucediendo después de mucho tiempo al veterano Gunnar Hedlund. 
En 1973 Fälldin propone que su partido se fusione con el Partido Liberal, pero no obtuvieron la mayoría los miembros del partido que estaban detrás de la idea.

### Primer ministro
En las elecciones de 1976, sorprendentemente, los socialistas perdieron la mayoría, por primera vez en 40 años. El Partido del Centro, el Partido Liberal y el Partido Conservador moderado decidieron formar un gobierno de coalición, y como el Partido del Centro era el más grande de los tres, Fälldin fue nombrado primer ministro. Dos años más tarde, sin embargo, la coalición se vino abajo por la cuestión de la dependencia sueca sobre la energía nuclear (el Partido del Centro tenía una fuerte posición antinuclear), que llevó a la dimisión de Fälldin y la formación de un gobierno minoritario del Partido Liberal. 
Tras las elecciones de 1979, Fälldin recuperó el puesto de primer ministro, formando, de nuevo, un gobierno de coalición con los liberales y los moderados. Este gabinete también duró dos años, hasta el desacuerdo sobre las políticas fiscales. Fälldin continuó como primer ministro hasta las elecciones de 1982, año en el que los socialistas recuperaron la mayoría.

### Retiro de la política
Después de una segunda derrota electoral en 1985, Fälldin dimitió como líder del partido, retirándose del ámbito político, y regresando a su granja. Sus puestos de honor desde entonces han incluido presidente del Föreningsbanken y del Televerket.